# Gregory Sedoc
Gregory Sedoc (Países Bajos, 16 de octubre de 1981) es un atleta neerlandés especializado en la prueba de 60 m vallas, en la que consiguió ser subcampeón europeo en pista cubierta en 2009.

## Carrera deportiva
En el Campeonato Europeo de Atletismo en Pista Cubierta de 2009 ganó la medalla de plata en los 60 m vallas, con un tiempo de 7.55 segundos, tras el francés Ladji Doucouré (oro también con 7.55 segundos) y por delante del checo Petr Svoboda (bronce con 7.61 segundos).